# Алиев, Рафик Гаджибаба оглы
Рафик Гаджибаба оглы Алиев (азерб. Əliyev Rafiq Hacıbaba oğlu; 14 ноября 1949, Мердинли, Карягинский район — 16 апреля 2020, Баку) — азербайджанский и советский актёр театра и кино, театральный режиссёр, продюсер. Народный артист Азербайджана (2007). Лауреат Государственной национальной премии Хумай (2005).

## Биография
После окончания школы в 1968 году поступил на факультет культуры и образования Ленинградского государственного института культуры им. Н. К. Крупской.
В 1971—1974 годах проходил службу в Черноморском флоте ВМФ СССР. В 1974 году поступил на факультет музыкальной комедии Азербайджанского государственного института искусств имени М. А. Алиева.
С 1976 года — актёр Азербайджанского театр юного зрителя. За 30 лет театральной карьеры создал целый ряд ролей.
Снялся в более чем в 20 художественных фильмах, в том числе снятых на киностудии «Азербайджанфильм».
С 1994 года работал режиссёром Азербайджанского театр юного зрителя.
Помимо театральной и кинематографической деятельности, много лет преподавал, читал лекции в Азербайджанском государственном университете культуры и искусств .
В мае 2004 года на конференции Союза театральных деятелей Азербайджана был избран заместителем председателя Союза по творческим делам.

## Награды
- Заслуженный артист Азербайджана (1991)[2]
- Народный артист Азербайджана (2007)
- Государственная национальная премия Хумай (2005).
- Персональная пенсия Президента Азербайджанской Республики[3]

## Избранные работы

### Актёр
- 2019 — До свидания, Шмидт! — доктор
- 2013 — Посол зари — Дюпон
- 2008 — Судьба повелителя — Ваня-юзбаши
- 2007 — Обречённые
- 2006 — Студенты International — отец Дианы
- 2004 — Граф Крестовский (телесериал) — директор тюрьмы
- 2003 — Азербайджанские ханства (документальный сериал)
- 2003 — Правда мгновения — Али Омаров
- 2001 — Канун весны — начальник Северина Барыки в Баку
- 2001 — Телефон доверия — Насир
- 1999 — Как прекрасен этот мир
- 1998 — Семья — Карик
- 1998 — Комната в отеле — иностранный учёный
- 1997 — По кличке «Ика»
- 1997 — Всё к лучшему
- 1996 — Чужое время
- 1993 — Крик
- 1991 — Газельхан — критик
- 1990 — Свидетельница
- 1989 — Контакт — психиатр
- 1989 — Вакантное место — спекулянт
- 1989 — Анекдот — комсомольский вожак
- 1988 — Очень скучная история
- 1987 — Руки Афродиты (короткометражный)
- 1987 — Заводила
- 1987 — Взрывоопасный
- 1987 — Экзамен — Фируз
- 1986 — Окно печали — начальник
- 1984 — Рыцари чёрного озера
- 1984 — Выигрыш одинокого коммерсанта — эпизод
- 1984 — Вот придёт август — Ахмед
- 1983 — Последняя ночь уходящего года — Сулейман
- 1983 — Парк — друг Марата (нет в титрах)
- 1982 — Шкатулка из крепости — заведующий игровыми автоматами
- 1982 — Деловая поездка — Рафик
- 1981 — Дедушка дедушки нашего дедушки — корреспондент
- 1981 — Аккорды долгой жизни — Али Терегулов
- 1979 — Прерванная серенада — руководитель учреждения
- 1978 — Дачный домик для одной семьи — лаборант

### Режиссёр
- 2015 — Урок
- 2013 — Самая простая фамилия

### Продюсер
- 2003 — Чёрная метка